# 湯沢の戦い
湯沢の戦い（ゆざわのたたかい）は、戊辰戦争のひとつ秋田戦争で、久保田藩領の湯沢（現・秋田県湯沢市）を、庄内藩軍を中心とする奥羽越列藩同盟軍が奇襲して起こった戦闘である。

## 経緯
慶応4年8月5日（1868年9月20日）未明、庄内軍の惣右衛門隊と権蔵隊を先鋒にして、山形藩兵とともに横堀を出発した。雄物川の対岸をひそかに進み、山田村に出た。ここに山形兵を残して雄物川を舟で渡り、湯沢に奇襲上陸した。
守将の佐竹義隣（三郎）はすでに横手へ逃亡していた。館は若干の久保田藩兵が守備していたが、庄内軍が鬨の声をあげて攻撃すると、久保田兵は潰走した。
惣右衛門隊が表門を壊して、分隊長・野沢権内が邸内を捜索したが、敵兵はいなかった。庄内軍は湯沢に本営を置いた。
この日、鶴岡より早馬の使者が駆けつけて、庄内藩主・酒井忠篤およびその父（先々代藩主）の酒井忠発より、一番大隊長・松平久厚（甚三郎）と二番大隊長・酒井了恒（吉之丞）へ、院内攻略に対する御意と感状が届いた。